# José Ángel Gurría
José Ángel Gurría Treviño, né le 8 mai 1950 à Tampico (Tamaulipas, Mexique), est un économiste et diplomate mexicain. Il est secrétaire général de l'Organisation de coopération et de développement économiques (OCDE) de 2006 à 2021.

## Biographie

### Enfance et études
Né à Tampico le 8 mai 1950, Ángel Gurría obtient une licence en économie de l'université nationale autonome du Mexique (UNAM) et entreprend des études de troisième cycle à l'université de Leeds au Royaume-Uni et à Harvard aux États-Unis.
Ángel Gurría est titulaire de nombreux diplômes honorifiques dont ceux de l'université de la Vallée de Mexico, de l'université Roi Juan Carlos de Madrid, ainsi que de celles de Leeds, de Haïfa et de Bratislava. 
Outre son espagnol natal, Ángel Gurría parle français, anglais, portugais, italien et allemand.

### Carrière
Ángel Gurría est secrétaire des Affaires étrangères (1994-1997) puis des Finances (1998-2000) de l'administration Ernesto Zedillo. Aux Affaires étrangères, il s'oppose à la loi Helms-Burton (loi américaine visant à obliger des pays tiers à se conformer à certains aspects de l'embargo contre Cuba) et, tout en dirigeant le Trésor, il restructure la dette extérieure. Il négocie également l'Accord de libre-échange nord-américain (ALENA) et demande une aide financière pendant la crise de 1994. Aux Finances, il réduit les dépenses gouvernementales à six reprises sous l'administration Zedillo.
Ángel Gurría est également président et chef de la direction de la Banque nationale de développement du Mexique (Nafin) et président et chef de la direction de la Banque du commerce extérieur (Bancomext). De 2003 à 2005, il est président du groupe consultatif externe de la Banque interaméricaine de développement.
Promoteur du libéralisme économique, il est notamment très apprécié au Forum de Davos.
En juillet 2005, il est nommé secrétaire général de l'Organisation de coopération et de développement économiques (OCDE) succédant ainsi au Canadien Donald Johnston qui part à la retraite,, En arrivant à la tête de l’organisation, il déclare vouloir en faire « un secrétariat de la mondialisation. » 
Depuis 2010, Ángel Gurría est également commissaire de la Commission du développement du haut débit pour le développement numérique, qui tire parti des technologies à large bande pour faciliter le développement social et économique.
Le 26 mai 2015, les 34 pays membres de l'OCDE décident de renouveler son mandat à la tête de l'organisation pour la période 2016-2021,. Ángel Gurría participe à plusieurs G20 plaçant l'OCDE comme un acteur et membre incontournable de ce forum de décideurs. Après être resté quinze ans en fonction, il quitte la direction de l'OCDE et Mathias Cormann lui succède le 1er juin 2021.
Il est membre du conseil d'administration du Forum économique mondial.

## Distinctions

### Décorations
Ángel Gurría a reçu des prix et décorations de plus de 30 pays, dont la dignité de grand officier de la Légion d'honneur et le grade de chevalier de l'ordre du Mérite agricole, décernés par le gouvernement français. En 2018, il a également reçu une médaille du Sénat français.
Le gouvernement du Chili lui décerne la décoration de l'ordre de Bernardo O'Higgins.
En 1995, le gouvernement estonien lui décerne l'insigne de l'ordre de l'Étoile blanche de 1re classe.[réf. nécessaire]
En 2018, il reçoit l'insigne de chevalier grand-croix de l'ordre d'Orange-Nassau décerné par les Pays-Bas.
Ángel Gurría est également distingué par le président de la Corée du Sud avec la médaille Gwandwha (ordre du Mérite du service diplomatique).[réf. nécessaire]
Il reçoit enfin la reconnaissance de sa contribution de longue date au développement de l'administration publique au Mexique par l'attribution de la médaille du mérite administratif international Gustavo Martínez Cabanas, décerné par l'Institut national d'administration publique (INAP).

### Autres récompenses
En 2007, il est le premier à être récompensé du prix du Globalist of the Year par le Conseil international canadien pour honorer ses efforts en tant que citoyen du monde pour promouvoir le transnationalisme, l'inclusivité et la conscience mondiale.
En 2016, Ángel Gurría reçoit également de l'université Ben Gourion du Néguev (BGU), le prix du leadership Ben Gourion.
Il est également récipiendaire du prix Isidro Fabela de l'Association mexicaine des études internationales, du prix Nueva Economía et de la médaille du recteur de l'université du Chili.[réf. nécessaire]